# ウォールデン池
ウォールデン池（Walden Pond）は、アメリカ、マサチューセッツ州にある水深31mの湖である。 マサチューセッツ州コンコードにあり、 広さは61エーカー (250,000 m²)、周囲は  1.7マイル (2.7 km)に及ぶ。ケトル (地形)と呼ばれる堆積氷河が溶けた後にできた穴の有名な例で、10,000～12,000年前の氷河によって作られたとされる。
作家で超越論主義者で哲学者のヘンリー・デイヴィッド・ソローが、1845年の夏から2年間に渡りこの池の北側の岸辺に居住した。
彼の経験の叙述は、『ウォールデン 森の生活』に記録されている。その区画の土地は、彼の友人で師でもあったラルフ・ワルド・エマーソンの所有地で、彼がソローにそこで実験的に暮らして見ることを示唆した。コンコード博物館には、ソローの小屋にあったベッド、椅子、そして書き物机が展示されている。
ボストンの「氷王」フレデリック・チューダーは、ウォールデン池で毎年採取された氷をカリブ諸島、ヨーロッパ、そしてインドに輸出していた。ソローは彼の日記の中に、チューダーの氷の輸出について冷めた視点で哲学的な思いを綴っている。
今ウォールデン池はマサチューセッツ州により管理され、この保護地区は夏には人気の水泳場所になっている。

## 歴史
池の西側の方に遊園地が作られていたことがある。しかし、それは1902年に火災で消失し、その後再建されることはなかった。
1961年にはこの地区の行政管轄権を持つミドルセックス郡の長官が、保護地区の重要な一部を駐車場やその他の「改良事業」のために更地にしようとしたことがある。彼らは公共の海水浴場へのアクセスのためにかなりの森林部分を更地にした後だった。長官は、現存する自然環境の破壊を止めるように訴えられた。マサチューセッツ州高等裁判所のデビット・A・ローズ判事は、ウォールデン池の州の財産への多大の貢献と寄与を考慮すると、この土地の保護と今後の開発の禁止が望ましいと判決した。この判決は国民的な賞賛を博し、ローズ判事は、国中の子どもたちからこの土地を守ったことへの感謝の手紙を数100通も受け取る事になった。
1977年、マサチューセッツ州は、最新の交通手段のプロジェクトとしてウォールデン池周辺の駐車場に透水性の舗道を設置した。これはアメリカ合衆国の環境保護プロジェクトから1972年に最優秀の技術として受賞した技術を用いたものである。透水性の舗道は、今でもまだ機能しているし、世界中のこの技術を活用したほとんどの地域よりもここは凍結と融解のサイクルが厳しいにもかかわらず、まだ数10年は耐用するとみられる。

## 保護活動

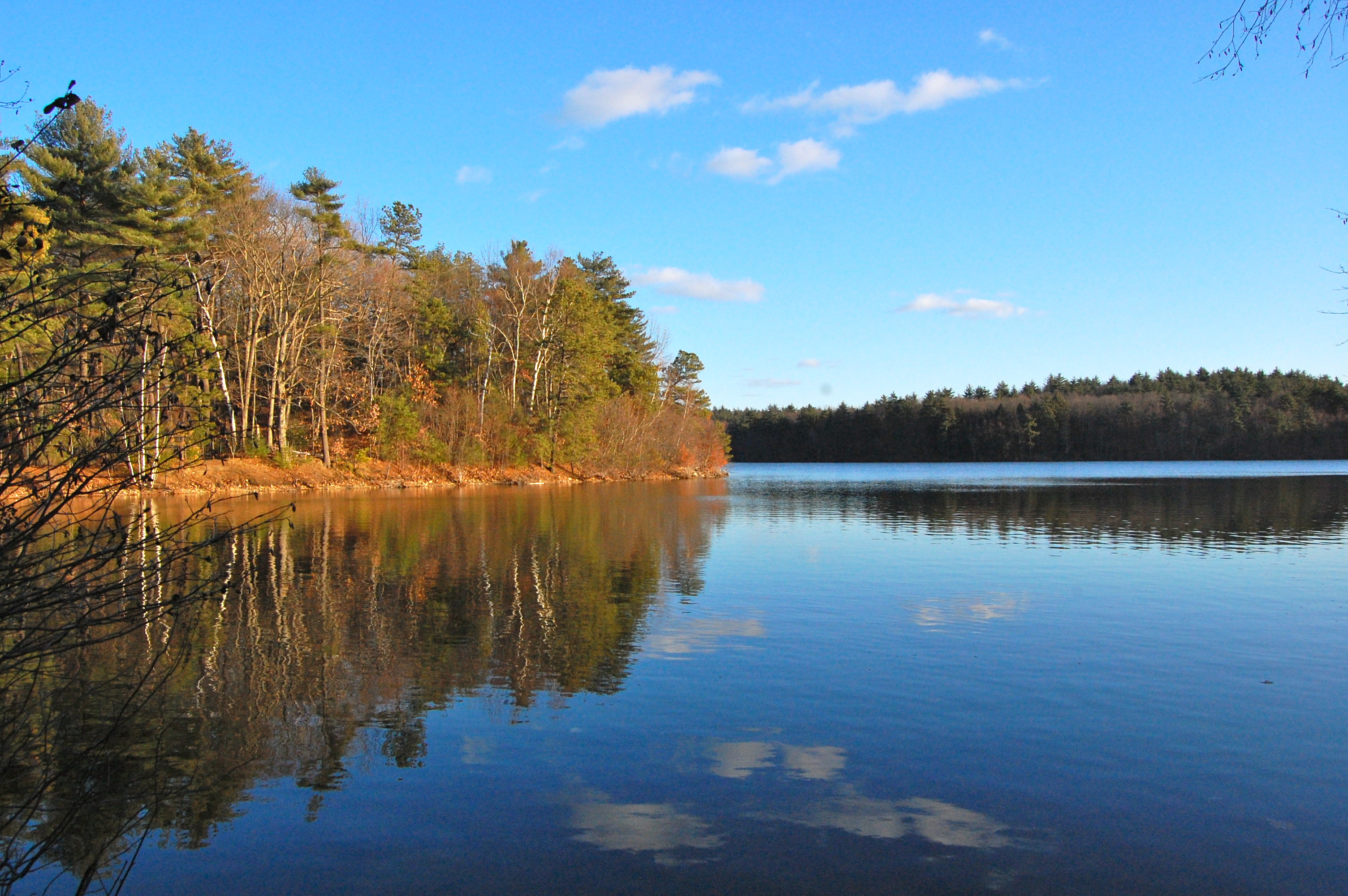
ウォールデン池、2010年

1990年に、イーグルスのメンバーとソロアーティストのドン・ヘンリーが、開発中のウォールデン池周辺地域を保護するために、ウォールデンの森を救うプロジェクトを立ち上げた。

## 影響
ウォールデン池の名は、これに触発されたアメリカの映画制作会社ウォールデン・メディアの名にも冠されている。

## 交通手段
池と保護地区は、州の高速道路のMA-2、MA-2Aの南にある。高速道路MA-126は、保護地区を通り抜けている。NBTAコミュータ鉄道のフィッチバーク線は、池の西側を走っている。最寄りの駅は、コンコードセンター駅で、保護地区の1.4マイル北になる。

## ギャラリー

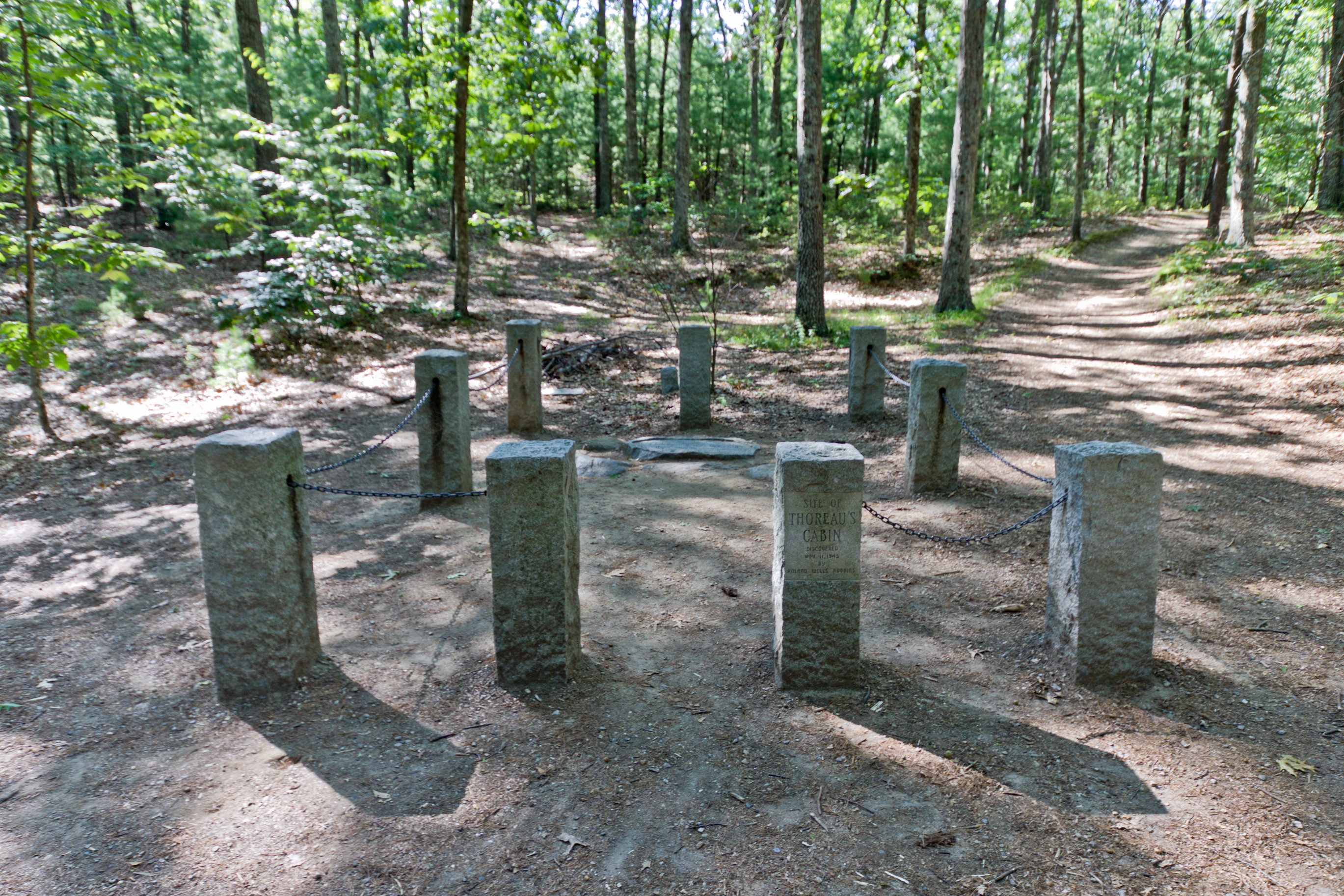
ウォールデン池、ソローの小屋のある側、2010年
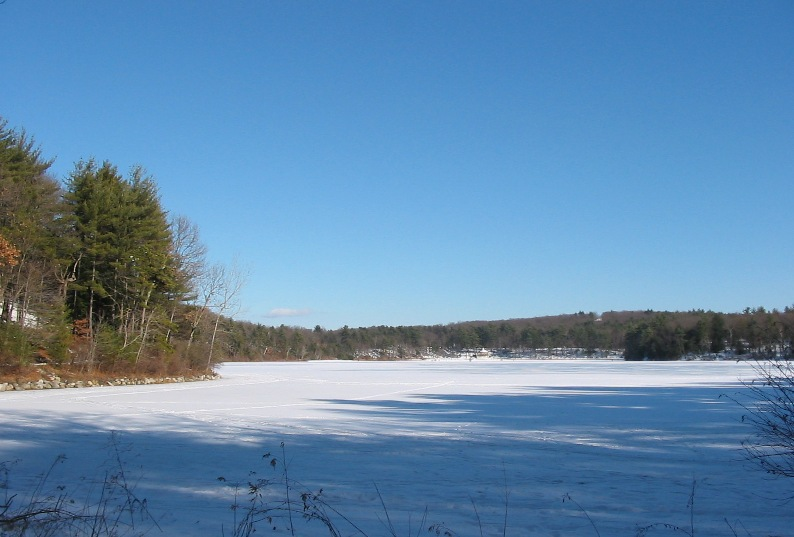
ウォールデン池、2005年の冬
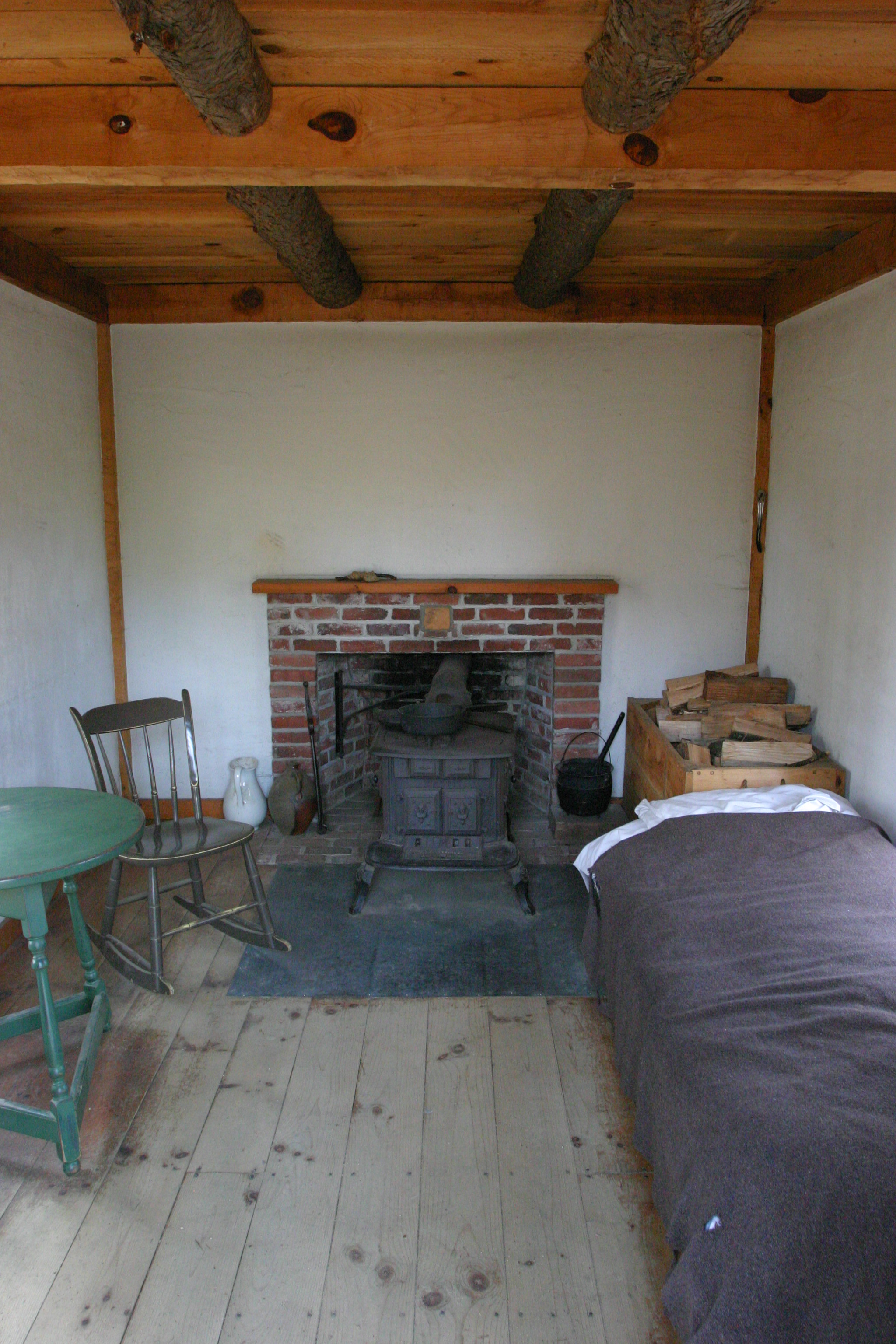
復元されたソローの小屋の内部
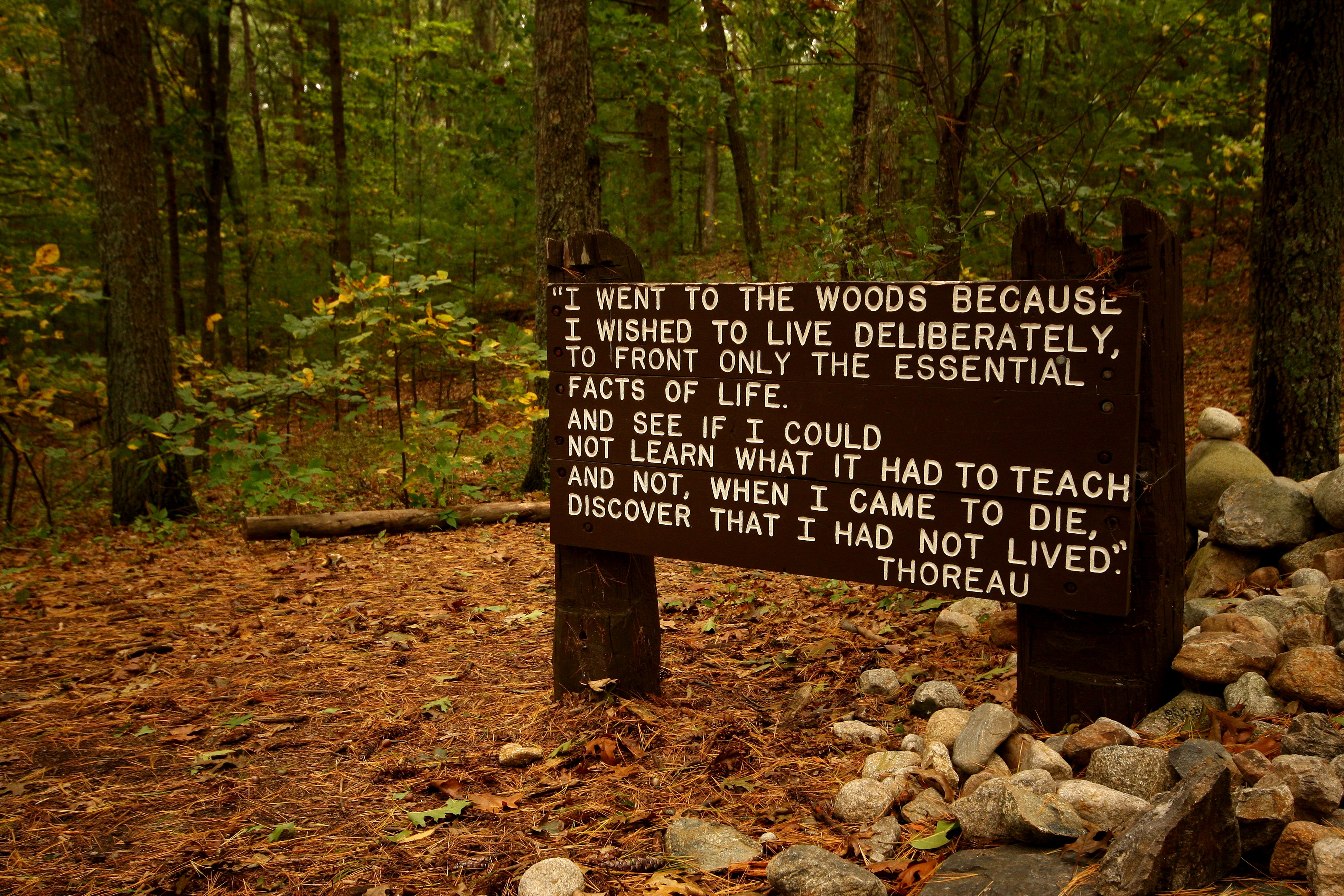
小屋のそばにソローの有名な引用文が刻まれている。

## 注・出典
1. ↑  National Park Service (9 July 2010). "National Register Information System". National Register of Historic Places. National Park Service. {{cite web}}: Cite webテンプレートでは|access-date=引数が必須です。 (説明)
2. ↑  これはソローによって測られたもので、実際の水深は5フィート程度の範囲で変動がある。詳細は、ソローのウォールデンを参照のこと。
3. ↑  ヘンリー・デイヴィッド・ソロー『ウォールデン森の生活 上』小学館、2016年、8頁。ISBN 978-4-09-406294-6。
4. ↑  George Loper: The Woods at Walden Pond
5. ↑  Walden Pond: a First Visitation
6. ↑  Sullivan, Ronald (1995年5月5日). “David A. Rose, 89; Massachusetts Judge Headed Rights Panel”. The New York Times 2008年10月28日閲覧。
7. ↑  "Porous Pavement - Pavement That Leaks". Millermicro.com. Accessed August 2011.